# Левар Бертон
Лева́р Бе́ртон (англ. LeVar Burton; нар. 16 лютого 1957, Ландштуль Рейнланд-Пфальц) — американський актор, найбільш відомий роллю головного інженера зорельота «Ентерпрайз» Джорді Ла Форжа в телевізійному серіалі «Зоряний шлях: Наступне покоління». Його першою великою роллю була роль молодого Кунта Кінте в міні-серіалі «Коріння». За неї він був номінований на премію «Еммі» як кращий актор у комедійному або драматичному серіалі. Бертон також є режисером і членом ради директорів Гільдії режисерів Америки.

## Фільмографія
| Рік       |    | Українська назва                 | Оригінальна назва              | Роль                   |
| --------- | -- | -------------------------------- | ------------------------------ | ---------------------- |
| 1977      | с  | Коріння                          | Roots                          | молодий Кунте Кінте    |
| 1980      | ф  | Мисливець                        | The Hunter                     | Томмі Прайс            |
| 1987—1994 | с  | Зоряний шлях: Наступне покоління | Star Trek: The Next Generation | Джорді Ла Форж         |
| 1994      | тф | Паралельні життя                 | Parallel Lives                 | доктор Франклін Картер |
| 1995      | ф  | Зоряний шлях: Покоління          | Star Trek: Generations         | Джорді Ла Форж         |
| 1996      | ф  | Зоряний шлях: Перший контакт     | Star Trek: First Contact       | Джорді Ла Форж         |
| 1998      | с  | Зоряний шлях: Вояджер            | Star Trek: Voyager             | Джорді Ла Форж         |
| 1998      | ф  | Зоряний шлях: Повстання          | Star Trek: Insurrection        | Джорді Ла Форж         |
| 2001      | ф  | Алі                              | Ali                            | Мартін Лютер Кінг      |
| 2002      | ф  | Зоряний шлях: Відплата           | Star Trek: Nemesis             | Джорді Ла Форж         |
| 2010      | ф  | Проєкт Дженсен                   | The Jensen Project             | Кендрік                |
| 2012      | ф  | Повстання зомбі                  | Rise of the Zombies            | доктор Ден Хелперн     |
| 2011—2014 | с  | Спільнота                        | Community                      | в ролі самого себе     |
| 2011—2014 | с  | Теорія великого вибуху           | The Big Bang Theory            | у ролі самого себе     |
| 2012—2015 | с  | Сприйняття                       | Perception                     | Пол Хейлі              |
| 2016      | с  | Коріння                          | Roots                          | Ефраїм                 |
| 2019      | с  | Морська поліція: Новий Орлеан    | NCIS: New Orleans              | Руфус Неро             |
| 2022      | с  | Том Свіфт                        | Tom Swift                      | Барклай                |

## Нагороди та номінації
- 1977 - номінація на премію «Еммі» у категорії «Кращий запрошений актор у драматичному телесеріалі - «Коріння» (Частина 1, «Кунта Кінте»)
- 1990, 1993, 1996, 1997, 1998, 2001, 2002, 2003, 2005, 2007 — Денна премія «Еммі» за кращий серіал для дітей — «Читання веселки» продюсер)
- 2000 — Премія Греммі — «Автобіографія Мартіна Лютера Кінга-молодшого»
- 2001, 2002 — Денна премія «Еммі» кращому виконавцю в серіалі для дітей — «Читання веселки» ('Reading Rainbow') (в ролі самого себе)